# 러지위트워스

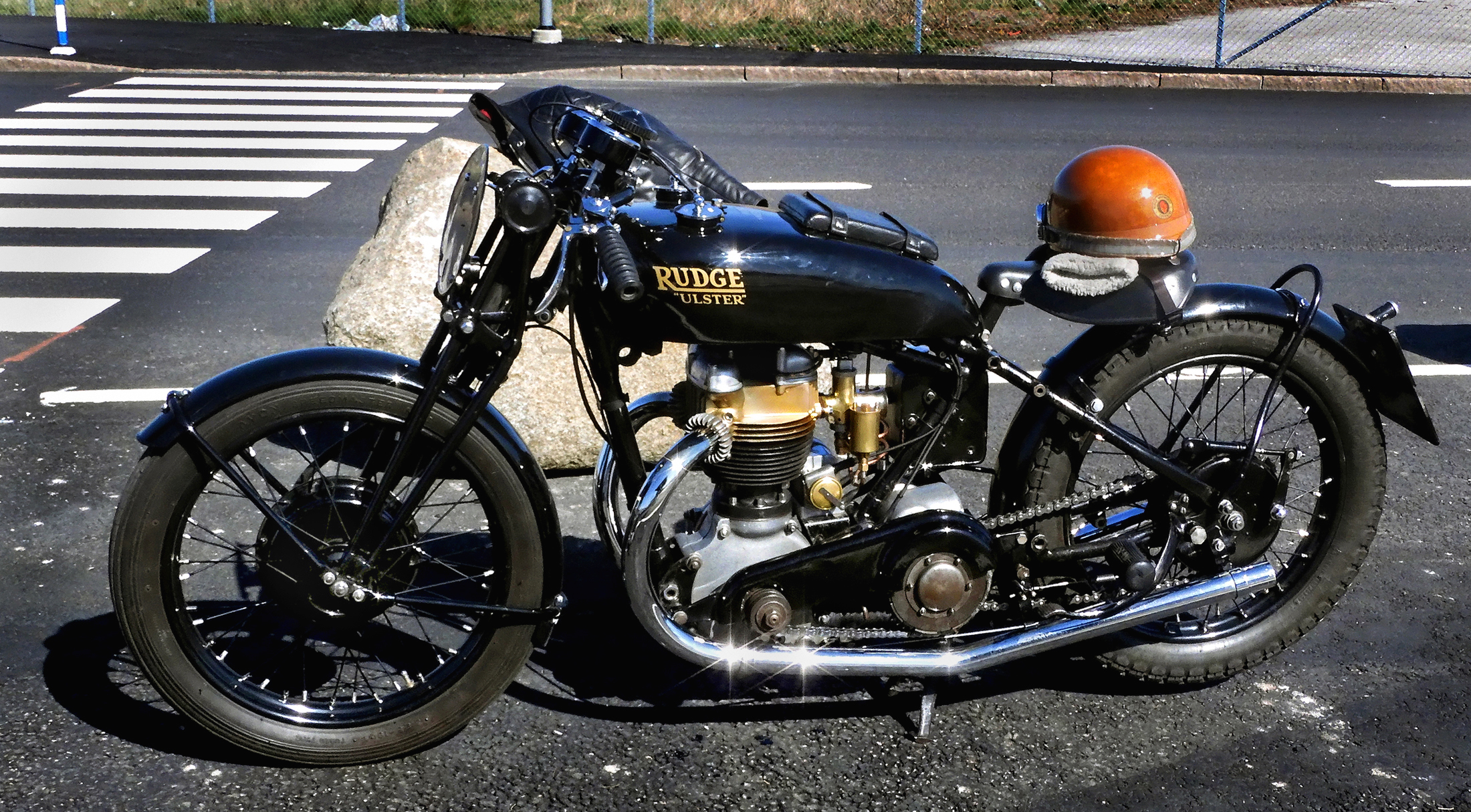
뢰네 2023으로 향하는 위스타드의 1937년산 러지 얼스타 500cc

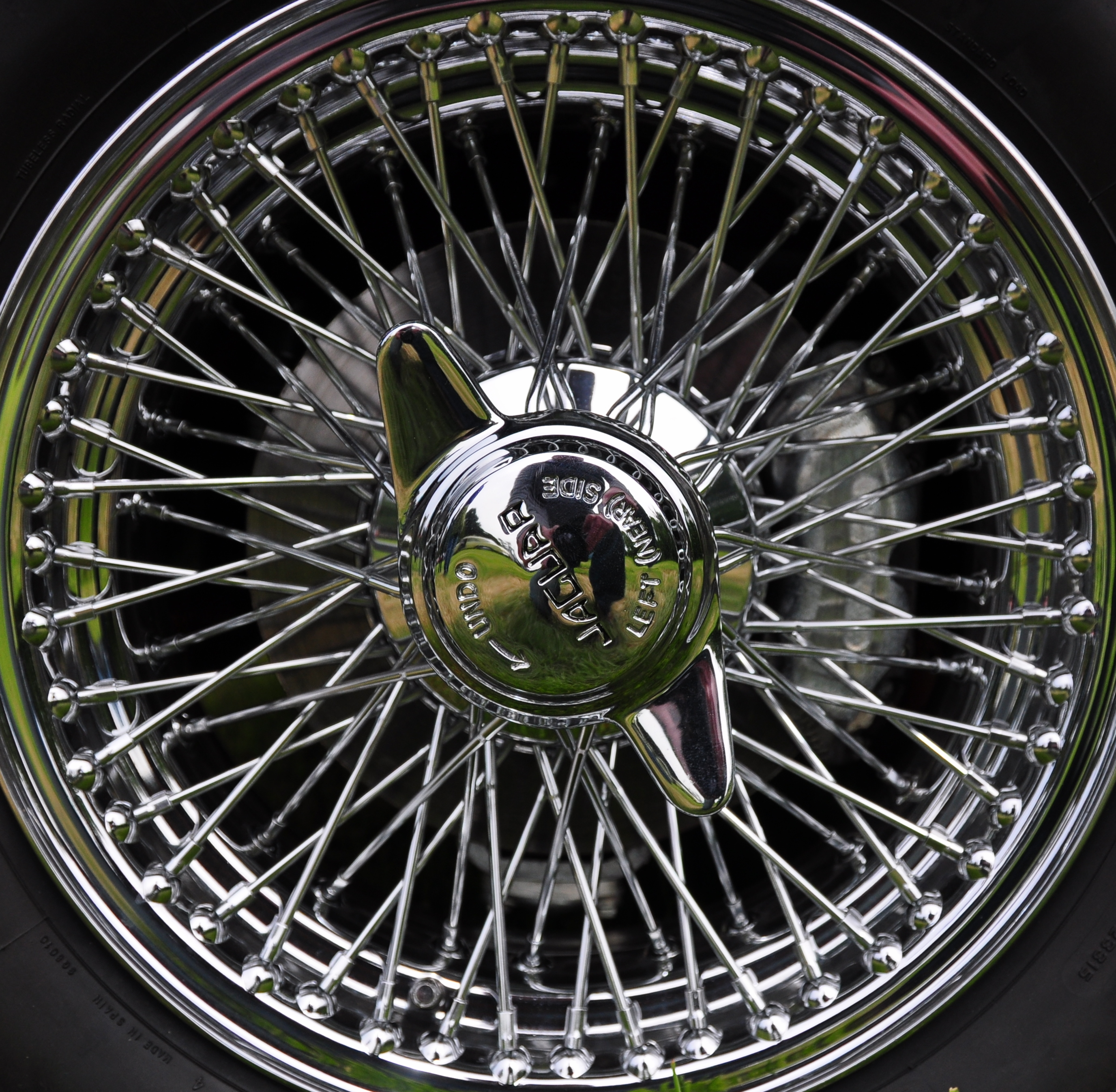
재규어의 러지위트워스 와이어 휠

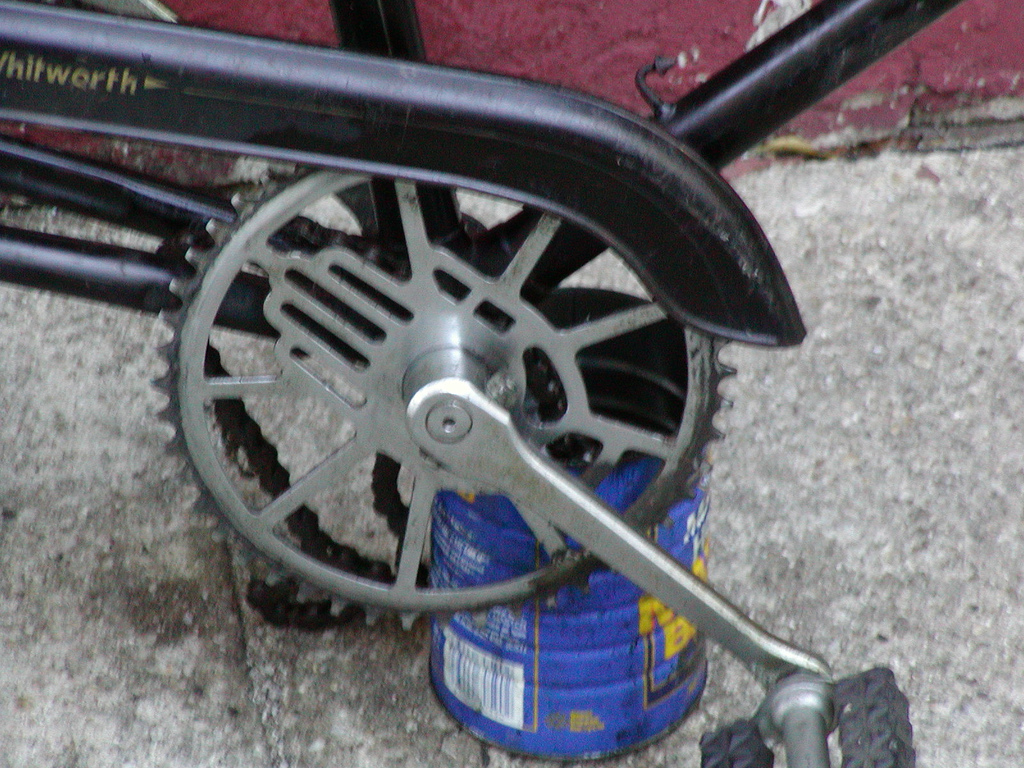
러지위트워스 로고가 있는 자전거 체인링

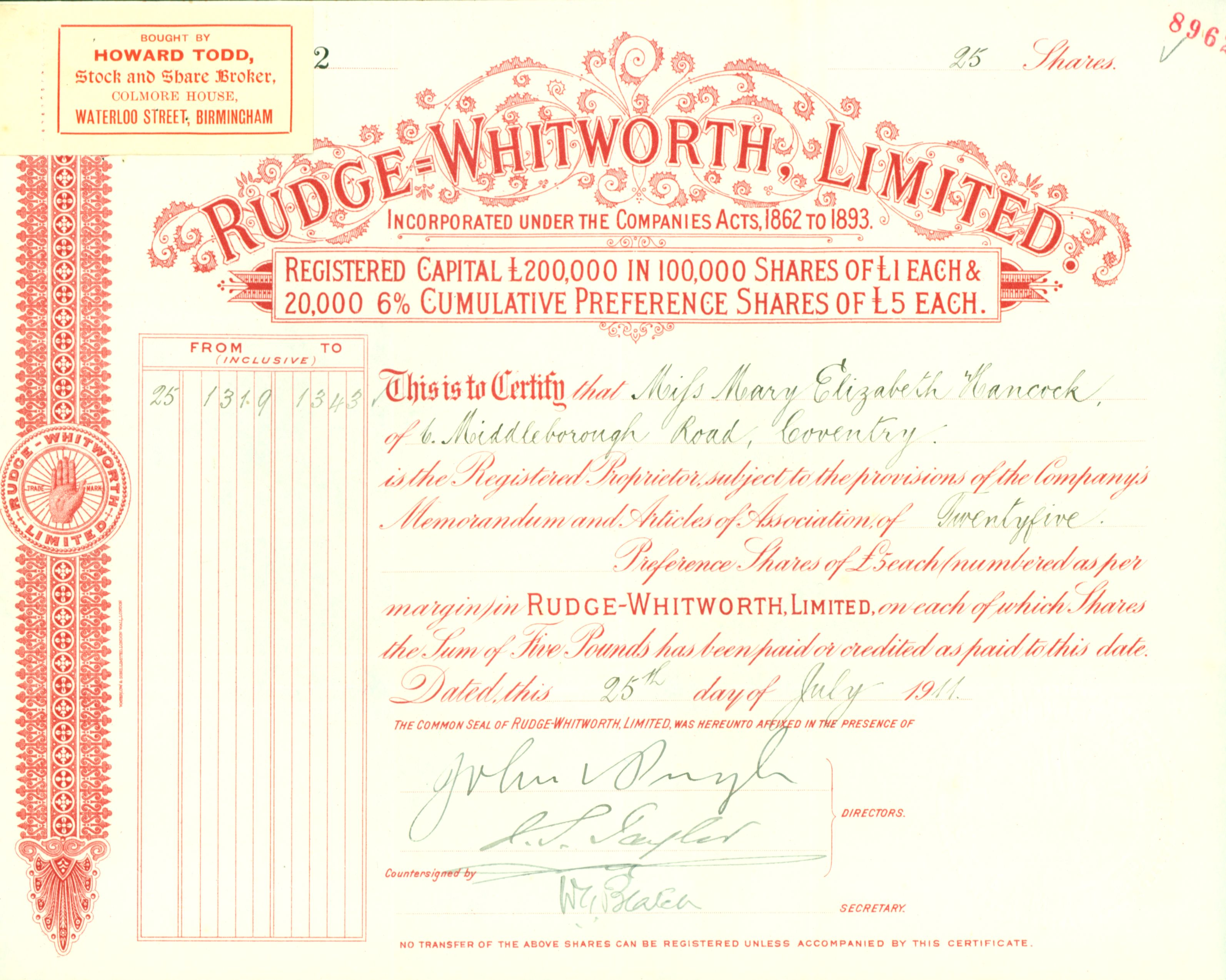
러지위트워스 Ltd의 우선주, 발행 25. 1911년 7월

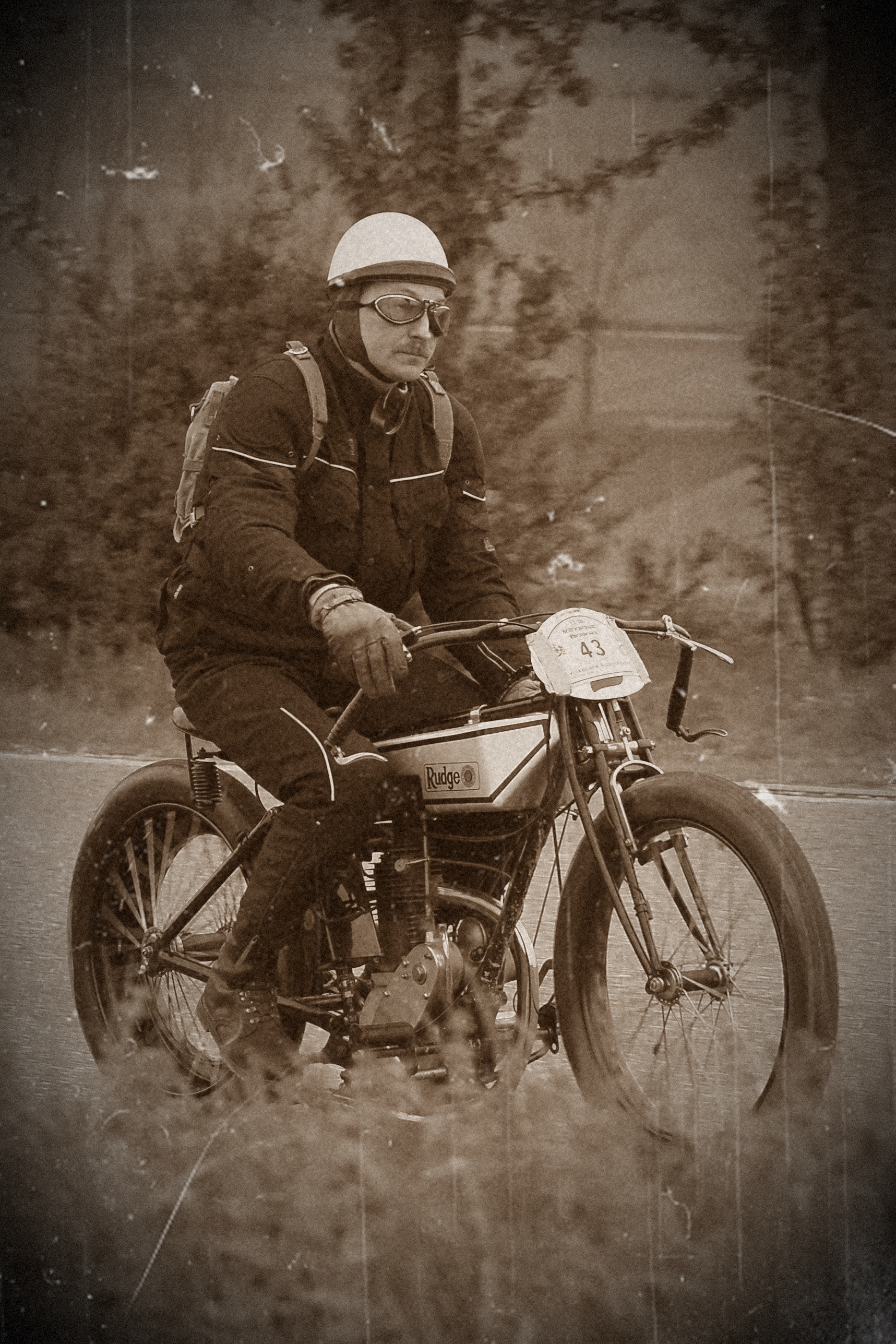
1914년 러지 멀티

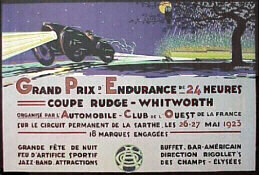
1923년 르망 24시간 레이스 에서 러지위트워스 와이어 휠 포스터와 상품

러지위트워스(영어: Rudge Whitworth Cycles)1894년 찰스 헨리 피와 그의 두 아들 찰스 베넨이 설립한 위트워스 사이클 회사 오브 버밍엄의 합병으로 탄생한 영국의 자전거, 자전거 안장, 모터사이클 및 스포츠카 바퀴 제조업체였다. 및 John, 및 코번트의 러지 사이클 회사 ( 울버햄프턴의 다니엘 러지 가 설립한 자전거 회사가 모체).
러지 오토바이는 1911년부터 1946년까지 생산되었다. 회사는 엔진 및 변속기 설계의 혁신과 성공적인 경주로 유명했다. 회사의 판매 모토는 "힘차게 다루지 마십시오."였다.
또한 1907년에 최초의 탈착식 와이어 휠을 생산했으며 스포츠카의 녹오프 휠로 유명했다. 해당 브랜드는 1960년대까지 계속되었다.